# Sam Coffey
Samantha Grace Coffey (Nova Iorque, 31 de dezembro de 1998) é uma futebolista estadunidense que atua como meio-campista. Atualmente joga pelo Portland Thorns.

## Carreira
Coffey jogou futebol juvenil no clube Match-Fit Academy e no New York Soccer Club, onde foi homenageada cinco vezes como "time da região 1" e nomeada All-American. No ensino médio, ela jogou pela Masters School, localizada em Dobbs Ferry, onde foi selecionada como MVP do time todos os quatro anos e foi capitã do time por duas temporadas. Ela foi nomeada a jogadora do ano da liga três vezes e marcou 100 gols no ensino médio.
Depois que a NCAA concedeu a todos os atletas-estudantes mais um ano de elegibilidade devido aos efeitos da pandemia de COVID-19, Coffey decidiu não se inscrever no Draft da NWSL de 2021, pois estava incerta sobre seu futuro. No entanto, ela ainda foi inscrita no draft e foi selecionada pelo Portland Thorns FC com a 12ª escolha geral na segunda rodada. No entanto, ela finalmente decidiu jogar um ano adicional de futebol universitário com Penn State.
Em 7 de janeiro de 2022, o Portland Thorns assinou com Coffey um contrato de dois anos. Ela fez sua estreia pelo time na NWSL Challenge Cup de 2022 em 18 de março de 2022, jogando a partida completa em um empate fora de casa por 1 a 1 contra o OL Reign. Ela fez sua estreia na temporada regular da NWSL em 30 de abril de 2022, jogando a partida completa em uma vitória em casa por 3 a 0 sobre o Kansas City Current. Ela rapidamente se tornou titular regular, começando em 26 jogos em 2022 (20 temporada regular, 4 Challenge Cup e 2 playoff). Ela ajudou os Thorns a vencer o Campeonato da NWSL naquele ano, foi indicada para o prêmio de Novato do Ano da NWSL e estava no Melhor XI Primeiro Time da NWSL de 2022.
Em junho de 2022, Coffey recebeu sua primeira convocação para a seleção feminina dos Estados Unidos para dois amistosos contra a Colômbia. Apesar de não ter sido convocada, Coffey foi adicionada mais tarde como substituta de Ashley Hatch por lesão após a fase de grupos do Campeonato CONCACAF W de 2022, mas não foi chamada para jogar. Ela ganhou sua primeira convocação e primeira partida em um amistoso contra a Nigéria em 6 de setembro de 2022 e jogou mais três partidas naquele ano. Ela foi convocada novamente para jogos amistosos em setembro de 2023, mas não jogou. Ela marcou seu primeiro gol em um amistoso contra a China em 5 de dezembro de 2023.

## Títulos
Portland Thorns
- National Women's Soccer League: 2022

Estados Unidos
- Jogos Olímpicos: 2024 (medalha de ouro)
- Campeonato Feminino da CONCACAF: 2022
- Copa Ouro: 2024
- SheBelieves Cup: 2024